# Pommeuse
Pommeuse is een gemeente in het Franse departement Seine-et-Marne (regio Île-de-France) en telt 2476 inwoners (1999). De plaats maakt deel uit van het arrondissement Meaux.

## Geografie
De oppervlakte van Pommeuse bedraagt 12,8 km², de bevolkingsdichtheid is 193,4 inwoners per km².

## Verkeer en vervoer
In de gemeente ligt spoorwegstation Faremoutiers - Pommeuse, welke aangedaan wordt door Transilien lijn P.

## Aangrenzende gemeenten
De gemeente van Pommeuse maakt deel uit van het kanton Coulommiers.
| Aangrenzende gemeenten | Aangrenzende gemeenten | Aangrenzende gemeenten | Aangrenzende gemeenten | Aangrenzende gemeenten |
| ---------------------- | ---------------------- | ---------------------- | ---------------------- | ---------------------- |
|                        |                        |                        |                        | Mouroux                |
|                        |                        |                        |                        |                        |
| La Celle-sur-Morin     |                        |                        |                        |                        |
|                        |                        |                        |                        |                        |
|                        |                        | Faremoutiers           |                        |                        |

De onderstaande kaart toont de ligging van Pommeuse met de belangrijkste infrastructuur en aangrenzende gemeenten.

## Demografie
Onderstaande figuur toont het verloop van het inwonertal (bron: INSEE-tellingen).

## Geboren in Pommeuse
- Irina Demick (1936-2004), actrice